# Libotínské vrchy
Libotínské vrchy jsou geomorfologickým okrskem v Moravskoslezském kraji. Jsou součástí Podbeskydské pahorkatiny, konkrétně Štramberské vrchoviny. Hřbety Libotínské vrchoviny jsou tvořeny horninami vulkanického původu (těšinitem, pikritem či diabasy). Naproti tomu svahy pokrývají kamenito či písčitohlinité, popřípadě hlinitokamenité sedimenty. Mezi významné vrcholy patří Hlásnice (558 m n. m.), Holivák (483 m n. m.) a Libhošťská hůrka (493 m n. m.). Ve vyšších partiích rostou především smrky, které se občas mísí s jedlí nebo buky. V nižších částech je zeleň spíše roztroušená a nachází se především v okolí vodních toků. Libotínské vrchy byly v době ledové formovány zaniklým ledovcem.